# Route du Sud 1989
La Route du Sud 1989, tredicesima edizione della corsa, si svolse dal 7 all'11 giugno su un percorso di 884 km ripartiti in 5 tappe (la prima suddivisa in due semitappe), con partenza da Biarritz e arrivo a Leucate. Fu vinta dal francese Gilbert Duclos-Lassalle della Z-Peugeot davanti al suo connazionale Éric Boyer e al spagnolo Jesús Montoya.

## Tappe
| Tappa  | Data      | Percorso                                | km    | Vincitore di tappa | Leader cl. generale     |
| ------ | --------- | --------------------------------------- | ----- | ------------------ | ----------------------- |
| 1ª-1ª  | 7 giugno  | Biarritz > Biarritz (cron. individuale) | 1,6   | Hervé Gourmelon    |                         |
| 1ª-2ª  | 7 giugno  | Biarritz > Pau                          | 131,5 | Othmar Häfliger    |                         |
| 2ª     | 8 giugno  | Pau > Saint-Girons                      | 213   | Philippe Leleu     |                         |
| 3ª     | 9 giugno  | Saint-Girons > Castres                  | 166   | Frédéric Moncassin |                         |
| 4ª     | 10 giugno | Mazamet > Pamiers                       | 174   | Henri Abadie       |                         |
| 5ª     | 11 giugno | Pamiers > Leucate                       | 198   | Rolf Aldag         | Gilbert Duclos-Lassalle |
| Totale | Totale    | Totale                                  | 884   |                    |                         |

## Dettagli delle tappe

### 1ª tappa - 1ª semitappa
- 7 giugno: Biarritz > Biarritz (cron. individuale) – 1,6 km

| Pos. | Corridore       | Squadra   | Tempo |
| ---- | --------------- | --------- | ----- |
| 1    | Hervé Gourmelon | Fagor-MBK | 2'18" |
| 2    | Valerio Petacco | Polli     | s.t.  |
| 3    | Jerome Simon    | Z-Peugeot | a 1"  |

| Pos. | Corridore | Squadra | Tempo |
| ---- | --------- | ------- | ----- |

### 1ª tappa - 2ª semitappa
- 7 giugno: Biarritz > Pau – 131,5 km

| Pos. | Corridore        | Squadra  | Tempo    |
| ---- | ---------------- | -------- | -------- |
| 1    | Othmar Häfliger  | Helvetia | 3h20'04" |
| 2    | Claude Carlin    |          | s.t.     |
| 3    | Laurent Jalabert | Toshiba  | s.t.     |

| Pos. | Corridore | Squadra | Tempo |
| ---- | --------- | ------- | ----- |

### 2ª tappa
- 8 giugno: Pau > Saint-Girons – 213 km

| Pos. | Corridore               | Squadra   | Tempo    |
| ---- | ----------------------- | --------- | -------- |
| 1    | Philippe Leleu          | Toshiba   | 6h15'34" |
| 2    | Gilbert Duclos-Lassalle | Z-Peugeot | a 1"     |
| 3    | Franck Pineau           | R.M.O.    | s.t.     |

| Pos. | Corridore | Squadra | Tempo |
| ---- | --------- | ------- | ----- |

### 3ª tappa
- 9 giugno: Saint-Girons > Castres – 166 km

| Pos. | Corridore          | Squadra | Tempo    |
| ---- | ------------------ | ------- | -------- |
| 1    | Frédéric Moncassin | Super U | 4h26'24" |
| 2    | Alfonso Gutiérrez  | Teka    | s.t.     |
| 3    | Laurent Jalabert   | Toshiba | s.t.     |

| Pos. | Corridore | Squadra | Tempo |
| ---- | --------- | ------- | ----- |

### 4ª tappa
- 10 giugno: Mazamet > Pamiers – 174 km

| Pos. | Corridore     | Squadra   | Tempo    |
| ---- | ------------- | --------- | -------- |
| 1    | Henri Abadie  | Z-Peugeot | 4h34'37" |
| 2    | Henri Manders | Helvetia  | s.t.     |
| 3    | Rolf Aldag    |           | s.t.     |

| Pos. | Corridore | Squadra | Tempo |
| ---- | --------- | ------- | ----- |

### 5ª tappa
- 11 giugno: Pamiers > Leucate – 198 km

| Pos. | Corridore          | Squadra   | Tempo    |
| ---- | ------------------ | --------- | -------- |
| 1    | Rolf Aldag         |           | 4h28'56" |
| 2    | Bruno Geuens       | SEFB      | s.t.     |
| 3    | Franck Boucanville | Fagor-MBK | s.t.     |

| Pos. | Corridore               | Squadra   | Tempo     |
| ---- | ----------------------- | --------- | --------- |
| 1    | Gilbert Duclos-Lassalle | Z-Peugeot | 23h10'32" |
| 2    | Éric Boyer              | Z-Peugeot | a 10"     |
| 3    | Jesús Montoya           | Teka      | a 11"     |

## Classifiche finali

### Classifica generale
| Pos. | Corridore               | Squadra   | Tempo     |
| ---- | ----------------------- | --------- | --------- |
| 1    | Gilbert Duclos-Lassalle | Z-Peugeot | 23h10'32" |
| 2    | Éric Boyer              | Z-Peugeot | a 10"     |
| 3    | Jesús Montoya           | Teka      | a 11"     |
| 4    | Jerome Simon            | Z-Peugeot | s.t.      |
| 5    | Patrick Vallet          | R.M.O.    | a 20"     |
| 6    | Philippe Leleu          | Toshiba   | a 21"     |
| 7    | Franck Pineau           | R.M.O.    | a 24"     |
| 8    | Vincent Lavenu          | Fagor-MBK | a 29"     |
| 9    | Éric Pichon             |           | a 31"     |
| 10   | Charly Bérard           |           | a 1'07"   |